# Rua Domingos de Morais
A Rua Domingos de Morais é uma via da cidade de São Paulo. Ela se estende da Rua Vergueiro à Avenida Jabaquara nos bairros do Paraíso, Vila Mariana e Vila Clementino, no distrito da Vila Mariana e, em pequena parte, no distrito da Saúde.
Ela conta com dois trechos distintos: um de pista única, no trecho entre a Rua Vergueiro e a Avenida Professor Noé de Azevedo, e um de pista dupla, seguindo como continuação desta até a Avenida Jabaquara, sendo que parte da Linha 1-Azul do Metrô de São Paulo corre por debaixo deste trecho.

## História
A Rua Domingos de Morais possui origem pré-colombiana. Ela foi parte do antigo Caminho do Carro de Santo Amaro. Em 1897 foi homenageada com o nome de Domingos de Morais pelas suas benfeitorias.
Segundo Pedro Domingos Masarolo, em seu livro "O bairro de Vila Mariana" (1971), o Caminho do Carro para Santo Amaro nascia na bifurcação da Vergueiro com a Rua Domingos de Morais e seguia por esta até onde hoje se encontra a  Rua Luís Góis, seguindo à direita pela atual Avenida Senador Casemiro da Rocha, onde a rua termina; daí continuava pela alameda dos Guainumbis e depois, por caminho desconhecido, já dentro do antigo município de Santo Amaro, chegava ao centro da vila.
Em 1968, foram iniciadas as obras do Metrô de São Paulo e parte da Rua Domingos de Morais foi aberta por uma vala a céu aberto. Em 14 de setembro de 1974 com a inauguração da Linha 1-Azul do Metrô de São Paulo ela foi atendida pela Estação Vila Mariana e pela Estação Santa Cruz. Em 1975 ela passou a ser atendida pelas estações Paraíso e Ana Rosa. Em 1991 ela passou também a ser atendida pela Linha 2-Verde com a sua inauguração pela Estação Paraíso e em 1992 pela Estação Ana Rosa. Por fim, em 2018, passou a ser atendida pela Linha 5-Lilás com a inauguração da Estação Santa Cruz.
A rua abriga o Centro de Memória do Corpo de Bombeiros, museu fundado em 2005 em homenagem aos 125 anos da fundação da corporação.